# Байройт (хокейний клуб)
«Байройт» (нім. EHC Bayreuth) — хокейний клуб із міста Байройт, Німеччина. Заснований у 2006 році. Виступає в Оберлізі Південь.

## Історія
Клуб «Байройт» заснований у 2006 році, хоча відлік веде з далекого 1927 року коли було створено першу хокейну команду в баварському містечку Байройт. З 1994 року існував ще один клуб, який виступав здебільшого в баварській лізі Німеччини. З 2006 сучасний клуб виступав в Оберлізі, або в нижчих дивізіонах.
З 2016 року клуб виступав у Другій Німецькій хокейній лізі. Після сезону 2022—23 в якому «Байройт» посів передостаннє місце і оазом із Гайльброннер Фалькен вибув до Оберліги.

## Домашня арена
Стадіон «Байройт» відкритий 22 грудня 1975 року. Арена вміщує 4565 глядачів.